# 3e étape du Tour d'Italie 2009
La 3e étape du Tour d'Italie 2009, s'est déroulée le 11 mai 2009. Cette étape, longue de 200 km reliait Grado à Valdobbiadene. L'Italien Alessandro Petacchi s'est imposé pour la deuxième fois consécutive.

## Classement de l'étape
| Classement de la 3e étape | Classement de la 3e étape | Classement de la 3e étape | Classement de la 3e étape    | Classement de la 3e étape |
|                           | Coureur                   | Pays                      | Équipe                       | Temps                     |
| ------------------------- | ------------------------- | ------------------------- | ---------------------------- | ------------------------- |
| 1er                       | Alessandro Petacchi       | ITA                       | LPR Brakes-Farnese Vini      | en 4 h 45 min 27 s        |
| 2e                        | Tyler Farrar              | USA                       | Garmin-Slipstream            | m.t.                      |
| 3e                        | Francesco Gavazzi         | ITA                       | Lampre-NGC                   | m.t.                      |
| 4e                        | Dario Cataldo             | ITA                       | Quick Step                   | m.t.                      |
| 5e                        | Damiano Cunego            | ITA                       | Lampre-NGC                   | m.t.                      |
| 6e                        | Philippe Gilbert          | BEL                       | Silence-Lotto                | m.t.                      |
| 7e                        | Oscar Gatto               | ITA                       | ISD                          | m.t.                      |
| 8e                        | Michael Rogers            | AUS                       | Columbia-High Road           | m.t.                      |
| 9e                        | Anders Lund               | DEN                       | Saxo Bank                    | m.t.                      |
| 10e                       | Stefano Garzelli          | ITA                       | Acqua & Sapone-Caffè Mokambo | m.t.                      |
| modifier                  |                           |                           |                              |                           |

## Classements à l'issue de l'étape

### Classement général
Danilo Di Luca initialement sixième du général provisoire a été déclassé par la suite.
| Classement général | Classement général  | Classement général | Classement général      | Classement général |
|                    | Coureur             | Pays               | Équipe                  | Temps              |
| ------------------ | ------------------- | ------------------ | ----------------------- | ------------------ |
| 1er                | Alessandro Petacchi | ITA                | LPR Brakes-Farnese Vini | en 8 h 50 min 6 s  |
| 2e                 | Tyler Farrar        | USA                | Garmin-Slipstream       | + 8 s              |
| 3e                 | Michael Rogers      | AUS                | Columbia-High Road      | + 18 s             |
| 4e                 | Thomas Lövkvist     | SWE                | Columbia-High Road      | m.t.               |
| 5e                 | Lance Armstrong     | USA                | Astana                  | + 31 s             |
| 6e                 | Yaroslav Popovych   | UKR                | Astana                  | + 44 s             |
| 7e                 | Levi Leipheimer     | USA                | Astana                  | m.t.               |
| 8e                 | Andriy Grivko       | UKR                | ISD                     | + 45 s             |
| 9e                 | Francesco Gavazzi   | ITA                | Lampre-NGC              | + 52 s             |
| 10e                | Filippo Pozzato     | ITA                | Katusha                 | + 53 s             |
| modifier           |                     |                    |                         |                    |

### Classement par points
| Classement par points | Classement par points | Classement par points | Classement par points   | Classement par points |
| --------------------- | --------------------- | --------------------- | ----------------------- | --------------------- |
|                       | Coureur               | Pays                  | Équipe                  | Point(s)              |
| 1er                   | Alessandro Petacchi   | ITA                   | LPR Brakes-Farnese Vini | 51 points             |
| 2e                    | Tyler Farrar          | USA                   | Garmin-Slipstream       | 38 pts                |
| 3e                    | Francesco Gavazzi     | ITA                   | Lampre-NGC              | 25 pts                |
| modifier              |                       |                       |                         |                       |

### Classement du meilleur grimpeur
| Classement du meilleur grimpeur | Classement du meilleur grimpeur | Classement du meilleur grimpeur | Classement du meilleur grimpeur | Classement du meilleur grimpeur |
| ------------------------------- | ------------------------------- | ------------------------------- | ------------------------------- | ------------------------------- |
|                                 | Coureur                         | Pays                            | Équipe                          | Point(s)                        |
| 1er                             | Mauro Facci                     | ITA                             | Quick Step                      | 3 points                        |
| 2e                              | David García Dapena             | ESP                             | Xacobeo Galicia                 | 3 pts                           |
| 3e                              | Eros Capecchi                   | ITA                             | Fuji-Servetto                   | 2 pts                           |
| modifier                        |                                 |                                 |                                 |                                 |

### Classement du meilleur jeune
| Classement général du meilleur jeune | Classement général du meilleur jeune | Classement général du meilleur jeune | Classement général du meilleur jeune | Classement général du meilleur jeune |
|                                      | Coureur                              | Pays                                 | Équipe                               | Temps                                |
| ------------------------------------ | ------------------------------------ | ------------------------------------ | ------------------------------------ | ------------------------------------ |
| 1er                                  | Tyler Farrar                         | USA                                  | Garmin-Slipstream                    | en 8 h 50 min 14 s                   |
| 2e                                   | Thomas Lövkvist                      | SWE                                  | Columbia-High Road                   | + 10 s                               |
| 3e                                   | Francesco Gavazzi                    | ITA                                  | Lampre-NGC                           | + 44 s                               |
| modifier                             |                                      |                                      |                                      |                                      |

### Classement par équipes
| Classement par équipes | Classement par équipes  | Classement par équipes | Classement par équipes |
|                        | Équipe                  | Pays                   | Temps                  |
| ---------------------- | ----------------------- | ---------------------- | ---------------------- |
| 1re                    | Columbia-High Road      | États-Unis             | en 25 h 47 min 32 s    |
| 2e                     | LPR Brakes-Farnese Vini | Italie                 | + 22 s                 |
| 3e                     | Astana                  | Kazakhstan             | + 26 s                 |
| modifier               |                         |                        |                        |

## Abandons
Abandons
87.  Christian Vande Velde (Garmin-Slipstream)